# Frank J. Zamboni & Company

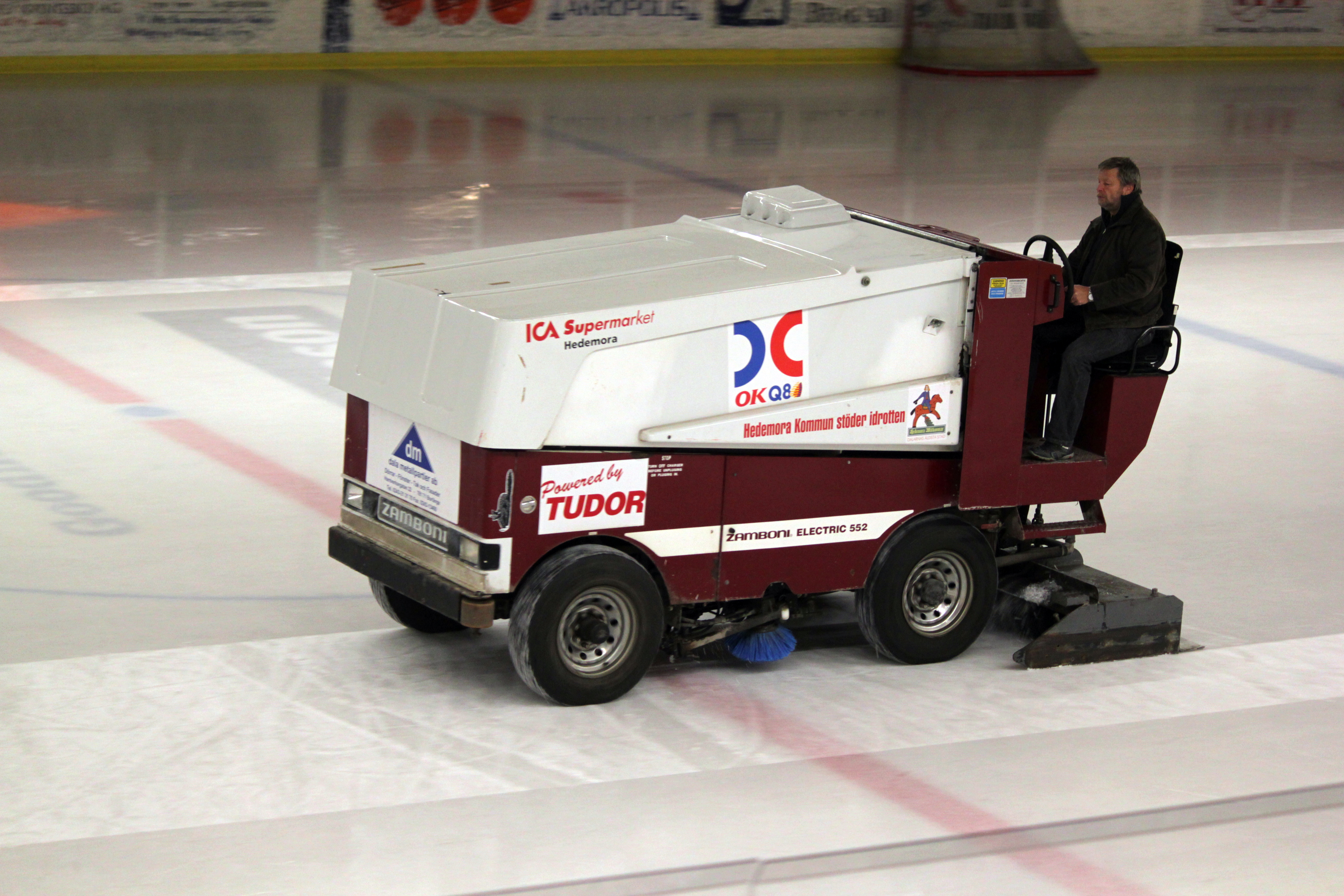
Pulidora de hielo marca Zamboni

Frank J. Zamboni & Company  es una compañía que fabrica equipos pulidoras de hielo con sede en Paramount, California, Estados Unidos. Frank Zamboni creó la primera pulidora de hielo en 1949, y abrió la
Zamboni Company al año siguiente. Zamboni es una marca registrada a nivel internacional.

## Historia
La primera pulidora de hielo fue concebida por Frank J. Zamboni, quien originalmente trabajaba en la industria de la refrigeración. Él proveía servicios a negocios como granjas lecheras y vendedores de vegetales. Zamboni creó una planta para hacer bloques de hielo que podían ser utilizados en técnicas de refrigeración. A medida que la demanda de bloques de hielo cayó, Zamboni buscó otras alternativas para capitalizar su experiencia con el hielo.
En 1939, Zamboni creó el Iceland Skating Rink en Paramount, California. Para poder revestir la superficie de la pista de patinaje, 3 o 4 trabajadores tenían que raspar, lavar y escobillar el hielo. Una capa delgada de agua luego era añadida para crear nuevo hielo. Este proceso tomaba demasiado tiempo y Zamboni quería encontrar una forma más eficiente de revestir el hielo.
Entre 1942 y 1947 Zamboni trató, sin éxito, de desarrollar un vehículo que pudiera reducir a la mitad el tiempo de revestimiento. En 1947, Zamboni se decidió por una máquina que raspe, lave y escobille el hielo. Esta máquina estaba montada en un chasis de un vehículo militar en desuso. Una cuchilla rasuraba el hielo; el hielo luego recibía una delgada capa de agua que creaba una suave capa de hielo. El prototipo tenía un tanque que guardaba las virutas de hielo, las cuales eran llevadas hasta el tanque a través de un correa. Esta máquina utilizaba un motor y una transmisión Jeep. Zamboni abandonó este modelo a finales de 1947 debido a deficiencias de la cuchilla y su manejo.

## Curiosidades
En 2009, año del lanzamiento del videojuego de PopCap "Plants Vs Zombies", aparece un tipo de zombi montado en una pulidora de hielo inspirada en el modelo de esta empresa.